# Giovanni Domenico Porta
Giovanni Domenico Porta (San Maurizio d'Opaglio, 1722 – Roma, 1780) è stato un pittore italiano.
Formatosi a Roma presso Antonio Maria Visconti a sua volta allievo del Gaulli, è attivo come ritrattista ufficiale dei pontefici Clemente XIII, Clemente XIV e Pio VI.
Fra le opere vi sono numerosi ritratti, poche le composizioni religiose.

## Opere
- Martirio di San Maurizio, 1756, 300x220, olio su tela, chiesa di San Maurizio, San Maurizio d'Opaglio